# 阿姆莱库尔
阿姆莱库尔（法語：Amelécourt，法語發音：[amlekuʁ]）是法国摩泽尔省的一个市镇，属于萨尔堡-萨兰堡区。

## 地理
阿姆莱库尔（48°50'21"N, 6°30'5"E）面积7.56 平方千米，位于法国大東部大區摩泽尔省，该省份为法国东北部内陆省份，是洛林的一部分，西南接默尔特-摩泽尔省，东临下莱茵省，北与卢森堡和德国接壤。
与阿姆莱库尔接壤的市镇（或旧市镇、城区）包括：萨兰堡、丰特尼、索尔努瓦地区弗雷斯内、索尔努瓦地区拉纳弗维尔、吕贝库尔。

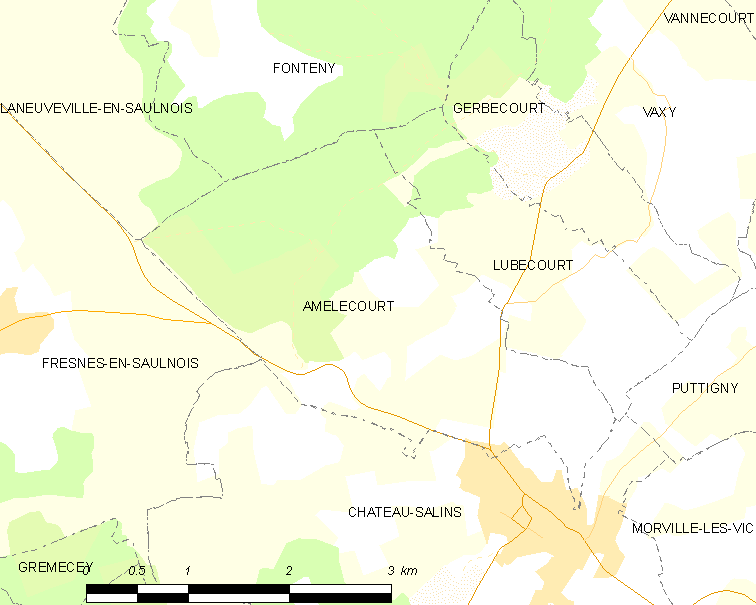
阿姆莱库尔的OSM定位图

阿姆莱库尔的时区为UTC+01:00、UTC+02:00（夏令时）。

## 行政
阿姆莱库尔的邮政编码为57170，INSEE市镇编码为57018。

## 政治
阿姆莱库尔所属的省级选区为索努瓦县。

## 人口

1962-2008年间阿姆莱库尔人口变化图示

阿姆莱库尔于2022年1月1日时的人口数量为116人。